# Francesco Bissolo

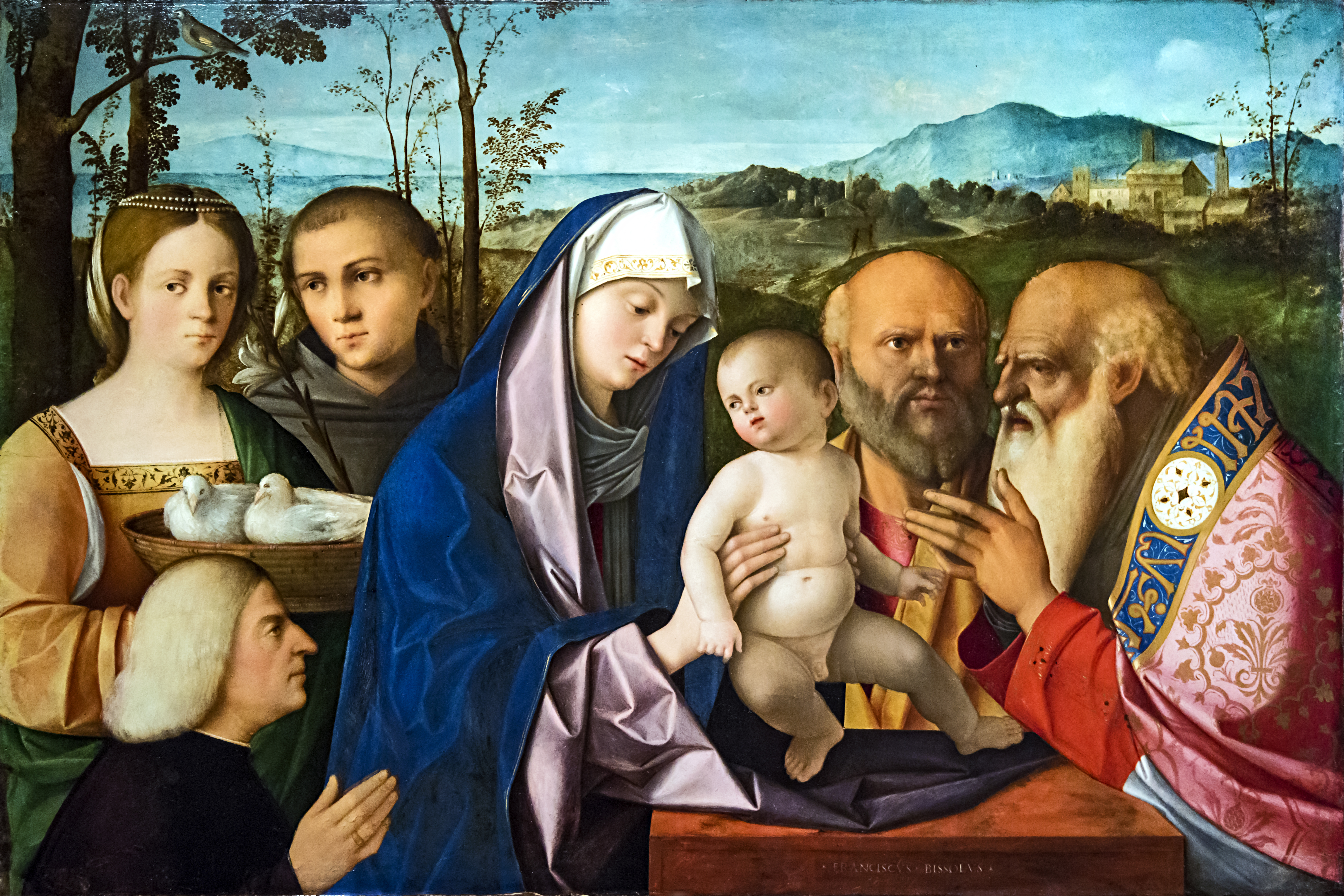
Presentación de Jesús en el templo Galería de la Academia de Venecia

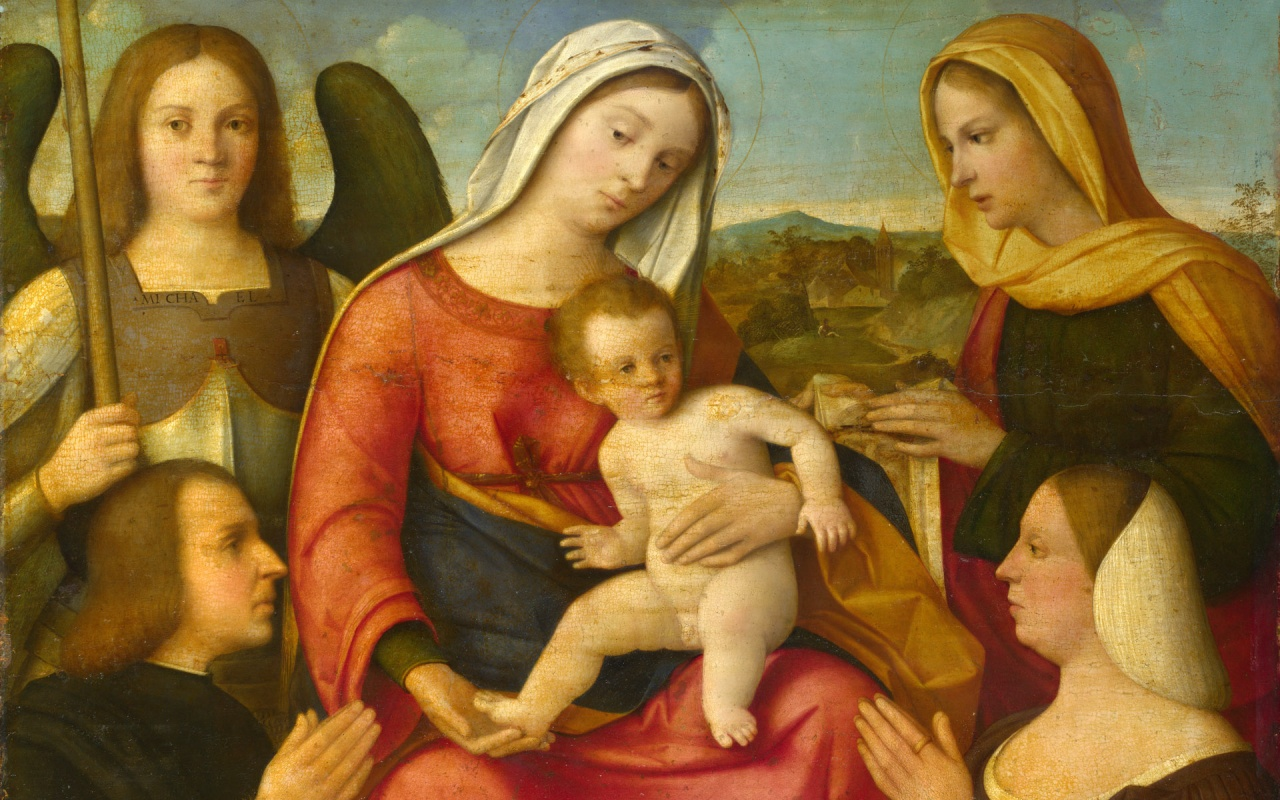
Virgen con santos y donantes, National Gallery de Londres.

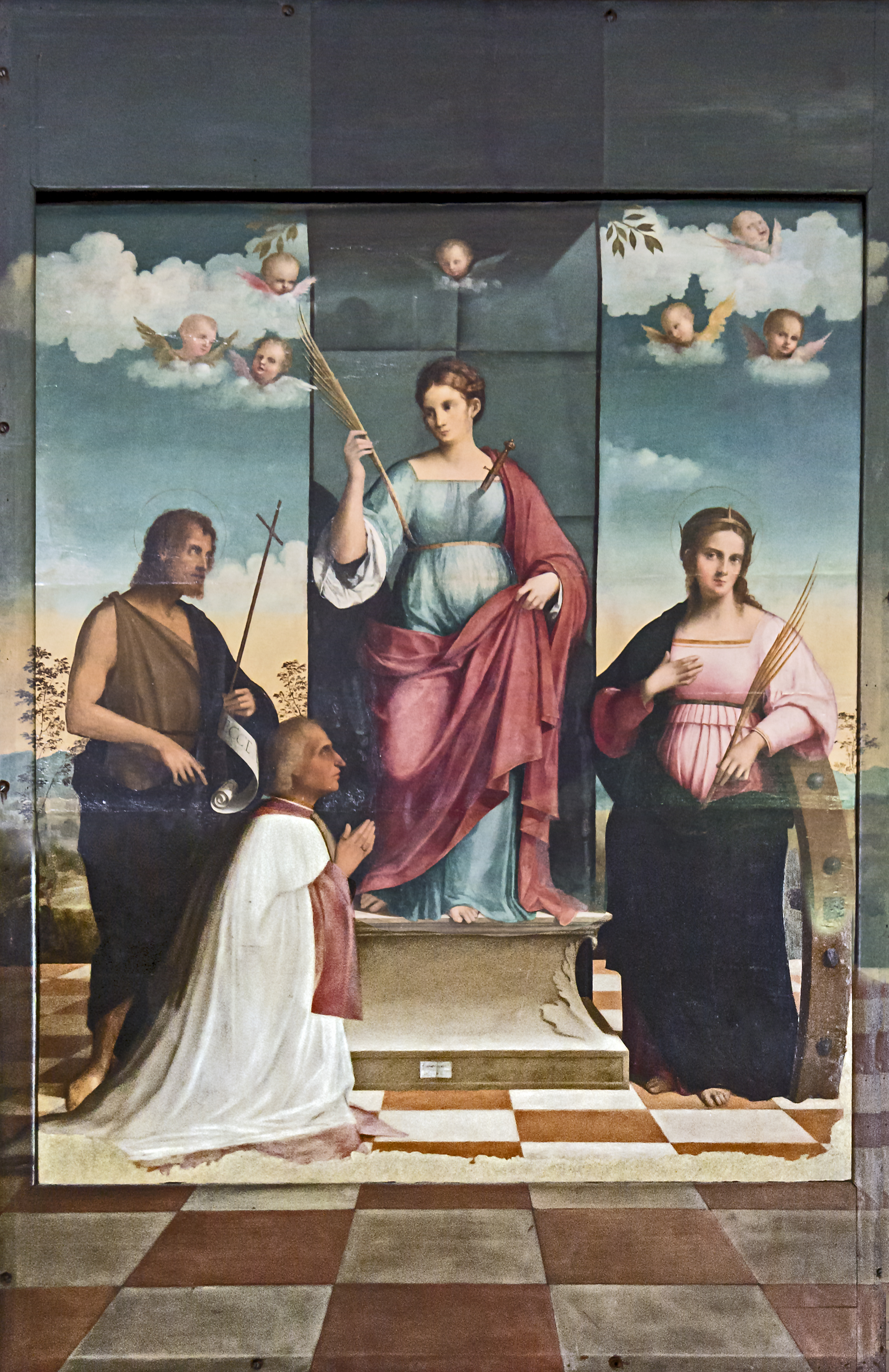
Santa Justina en la catedral de Treviso.

Francesco Bissolo (nacido en Treviso (Véneto) entre 1470 y 1475 y fallecido en Venecia el 20 de julio de 1554), que tiene obra documentada entre 1492-1554, fue un pintor italiano de la escuela veneciana renacentista. También se le conoce como Pier Francesco Bissolo.

## Biografía
Discípulo y ayudante de Giovanni Bellini, estuvo con él durante la decoración del Palacio Ducal de Venecia (1492). Como artista independiente siempre mantuvo un fuerte vínculo con la manera de pintar del maestro, aunque introdujo algunas novedades como una mayor suavidad en el modelado de las figuras y una mayor expresividad en los rostros. Parece que tuvo alguna relación con otro pintor belliniano, su casi contemporáneo Domenico Mancini, algunas de cuyas obras le han sido atribuidas a Bissolo.

## Obras destacadas
- La Virgen y el Niño con los Santos y dos donantes, National Gallery de Londres.
- La Virgen y el Niño, San Pablo y una mujer mártir, National Gallery de Londres.
- Retrato de una mujer joven, (c. 1500), Country Museum, Los Ángeles.
- Cristo que transforma la corona de espinas en una corona de oro para Santa Catalina (1513) para la iglesia del Redentor, ahora en la Accademia de Venecia.
- Santa Justina en la catedral de Treviso.
- Sagrada Familia con un donante en un paisaje (1520), conservada en el Dayton Art Institute de Ohio[1]